# Kainji National Park
Kainji National Park er en  nationalpark i delstaterne Niger og Kwara i  det vestlige Nigeria, og har et areal på i alt   5340,82 km². 
Parken består af  tre områder: en del af Kainjisøen hvor fiskeriet er begrænset, naturreservatet Borgu Game Reserve vest for søen, og Zugurma Game Reserve mod sydøst.

## References
- Find The Big 5 At Lake Kainji National Park, One Of The Largest Game Reserves In West Africa

10°22′N 4°33′Ø / 10.367°N 4.550°Ø